# الغواصة الألمانية يو-4705
غواصة يو-4705 غواصة يو بوت ألمانية من الفئة الثالثة والعشرون بنيت لسلاح بحرية ألمانيا النازية كريغسمارينه، في أحواض فريدريش كروب في كيل خلال الحرب العالمية الثانية.